# Lista dos campos de concentração nazistas
Esta é uma lista dos campos de concentração nazistas. Também são indicados os guetos e campos de extermínio.
Campos de extermínio são marcados com a cor rosa, enquanto campos de concentração maiores, de outros tipos são marcados com azul.
| Nome do campo                                 | País (atual)     | Tipo de campo                           | Tempo de Operação                                                 | Número estimado de prisioneiros | Número estimado de mortes | Sub-campos                                                           |  |  |
| --------------------------------------------- | ---------------- | --------------------------------------- | ----------------------------------------------------------------- | ------------------------------- | ------------------------- | -------------------------------------------------------------------- |  |  |
| Arbeitsdorf                                   | Alemanha         | Trabalho                                | 8 de abril de 1942 - 11 de outubro de 1942                        |                                 | min. 600                  | nenhum                                                               |  |  |
| Auschwitz-Birkenau                            | Polônia          | Extermínio e trabalho.                  | abril de1940 - janeiro de1945                                     | 400.000                         | 1.100.000 - 1.500.000     | Lista                                                                |  |  |
| Bardufoss                                     | Noruega          | Concentração                            | março de 1944 - ?                                                 | 800                             | 250                       |                                                                      |  |  |
| Belzec                                        | Polônia          | Extermínio.                             | março de 1942 - junho de 1943                                     |                                 | 600.000                   |                                                                      |  |  |
| Bergen-Belsen                                 | Alemanha         | Coleta.                                 | abril de 1943 - abril de1945                                      |                                 | 70.000                    | 2                                                                    |  |  |
| Bolzano                                       | Itália           | Trânsito.                               | julho de 1944 - abril de 1945                                     | 11.116                          |                           | Lista                                                                |  |  |
| Bredtvet                                      | Noruega          | Concentração.                           | ?                                                                 | ?                               | ?                         | ?                                                                    |  |  |
| Breendonk                                     | Bélgica          | Prisão e trabalho.                      | 20 de setembro de 1940 - setembro de 1944                         | min. 3532                       | min. 391                  | nenhum.                                                              |  |  |
| Breitenau                                     | Alemanha         | Trabalho.                               | junho de 1933 - março de 1934, 1940 - 1945                        | 470; 8500                       |                           |                                                                      |  |  |
| Buchenwald                                    | Alemanha         | Trabalho.                               | julho de 1937 - abril de1945                                      | 250.000                         | 56.000                    | Lista                                                                |  |  |
| Chełmno                                       | Polônia          | Extermínio.                             | dezembro de 1941 - abril de 1943; abril de 1944 - janeiro de 1945 |                                 | 340.000                   |                                                                      |  |  |
| Dachau                                        | Alemanha         | Trabalho.                               | março de 1933 - abril de 1945                                     | 200.000                         | min. 30.000               | Lista                                                                |  |  |
| Falstad                                       | Noruega          | Prisão.                                 | dezembro de 1941 - maio de 1945                                   |                                 | min. 200                  |                                                                      |  |  |
| Flossenbürg                                   | Alemanha         | Trabalho.                               | maio de1938 - abril de1945                                        | min. 100.000                    | 30.000                    | Lista                                                                |  |  |
| Grini                                         | Noruega          | Prisão.                                 | 14 de junho de 1941 - maio de 1945                                | 19.788                          | 8                         | Fannrem, Bardufoss, Kvænangen                                        |  |  |
| Gross-Rosen                                   | Polônia          | Trabalho.                               | agosto de1940 - fevereiro de 1945                                 | 125.000                         | 40.000                    | Lista                                                                |  |  |
| Herzogenbusch ('s-Hertogenbosch) (ver: Vught) | Países Baixos    | Prisão e trânsito.                      | 1943-verão de 1944                                                |                                 |                           | Lista                                                                |  |  |
| Hinzert                                       | Alemanha         | Agrupamento.                            | julho de 1940 - março de 1945                                     | 14.000                          | min. 302                  |                                                                      |  |  |
| Jasenovac                                     | Croácia          | Extermínio.                             | agosto de 1941 - abril de 1945                                    |                                 | 700.000                   |                                                                      |  |  |
| Kaufering (ver:Landsberg)                     | Alemanha         | Trabalho.                               | junho de 1943 - abril de1945                                      | 30.000                          | min.14.500                |                                                                      |  |  |
| Kauen/Kovno (Kaunas)                          | Lituânia         | Gueto e internação.                     |                                                                   |                                 |                           | Prawienischken                                                       |  |  |
| Klooga                                        | Estônia          | Trabalho.                               | verão de 1943 - 28 de setembro de 1944                            |                                 | 2.400                     |                                                                      |  |  |
| Langenstein Zwieberge                         | Alemanha         | Buchenwald camp                         | abril de 1944 - abril de1945                                      | 5.000                           | 2.000                     |                                                                      |  |  |
| Lager Sylt (Alderney)                         | Ilhas do Canal   | Trabalho.                               | março de 1943 - junho de 1944                                     | 1000?                           | 460                       |                                                                      |  |  |
| Le Vernet                                     | França           | Internação                              | 1939 - 1944                                                       |                                 |                           |                                                                      |  |  |
| Lwów (L'viv)                                  | Ucrânia          | Gueto, trânsito, trabalho e extermínio. | setembro de 1941 - novembro de 1943                               |                                 | mais de 40.000            | nenhum.                                                              |  |  |
| Majdanek (KZ Lublin)                          | Polônia          | Extermínio.                             | julho de 1941 - julho de1944                                      |                                 | 78.000                    |                                                                      |  |  |
| Malchow                                       | Alemanha         | Trabalho e trânsito.                    | inverno de 1943 - 8 de maio de 1945                               | 5,000                           |                           |                                                                      |  |  |
| Maly Trostenets                               | Bielorrússia     | Extermínio.                             | julho de 1941 - junho de1944                                      |                                 | 200.000-500.000           |                                                                      |  |  |
| Mauthausen-Gusen                              | Áustria          | Trabalho.                               | agosto de1938 - maio de 1945                                      | 195.000                         | min. 95.000               | Lista                                                                |  |  |
| Mittelbau-Dora                                | Alemanha         | Trabalho.                               | setembro de 1943 - abril de 1945                                  | 60.000                          | min. 20.000               | Lista                                                                |  |  |
| Natzweiler-Struthof                           | França           | Trabalho.                               | maio de 1941 - setembro de 1944                                   | 40.000                          | 25.000                    | Lista                                                                |  |  |
| Neuengamme                                    | Alemanha         | Trabalho.                               | 13 de dezembro de1938 - 4 de maio de 1945                         | 106,000                         | 55,000                    | Lista                                                                |  |  |
| Niederhagen                                   | Alemanha         | Prisão e trabalho.                      | setembro de 1941 - início de 1943                                 | 3.900                           | 1.285                     |                                                                      |  |  |
| Oranienburg                                   | Alemanha         | Agrupamento.                            | março de 1933 - julho de 1934                                     | 3.000                           | min. 16                   |                                                                      |  |  |
| Osthofen                                      | Alemanha         | Agrupamento.                            | março de 1933 - julho de 1934                                     |                                 |                           |                                                                      |  |  |
| Płaszów                                       | Polônia          | Trabalho.                               | dezembro de 1942 - janeiro de 1945                                | min. 150,000                    | min. 9,000                | Lista                                                                |  |  |
| Ravensbrück                                   | Alemanha         | Trabalho.                               | maio de 1939 - abril de1945                                       | 150.000                         | (min. 90.000)             | Lista                                                                |  |  |
| Riga-Kaiserwald (Mežaparks)                   | Letónia          | Trabalho.                               | 1942 - 6 de agosto de1944                                         | 20,000?                         |                           | 16, incl. Eleja-Meitenes                                             |  |  |
| Risiera di San Sabba (Trieste)                | Itália           | Detenção da polícia.                    | setembro de 1943 - 29 de abril de 1945                            |                                 | 5000                      |                                                                      |  |  |
| Sachsenhausen                                 | Alemanha         | Trabalho.                               | julho de 1936 - abril de1945                                      | min. 200.000                    | (100.000)                 | Lista                                                                |  |  |
| Sobibór                                       | Polônia          | Extermínio.                             | maio de 1942 - outubro de 1943                                    |                                 | 200.000                   |                                                                      |  |  |
| Stutthof                                      | Polônia          | Labour camp                             | setembro de 1939 - maio de 1945                                   | 110.000                         | 65.000                    | Lista                                                                |  |  |
| Theresienstadt                                | República Tcheca | Trânsito e gueto.                       | novembro de 1941 - maio de 1945                                   | 140.000                         | 35.000                    |                                                                      |  |  |
| Treblinka                                     | Polônia          | Extermínio.                             | julho de 1942 - novembro de 1943                                  |                                 | min. 800.000              |                                                                      |  |  |
| Vaivara                                       | Estônia          | Concentração.                           | 15 de setembro de 1943 - 29 de fevereiro de 1944.                 | ?                               | ?                         | 22                                                                   |  |  |
| Varsóvia                                      | Polônia          | Extermínio e trabalho.                  | 1943 - 1944                                                       | Acima de 40.000                 | Acima de 20.000           | https://1943.pl/artykul/pamietamy-kl-warschau-19-07-1943-01-08-1944/ |  |  |
| Westerbork                                    | Países Baixos    | Agrupamento.                            | outubro de 1939 - abril de1945                                    | 102.000                         |                           |                                                                      |  |  |

## Infografia

Mapa (em espanhol) dos principais guetos e campos de concentração e extermínio, no contexto da Europa ocupada.